# ایسوزو اکسیوم
ایسوزو اکسیوم (Isuzu Axiom) خودرویی است که در سال‌های ۲۰۰۲–۲۰۰۴تولید شده‌است. طراحی آن موتور جلو، توزیع نیروی پیشران و خودرو چهار چرخ محرک بوده است. سیستم جعبه‌دندهٔ آن ۴ دنده به صورت خودکار است.